# Фуруя, Кахору
Кахору Фуруя (яп. 古屋 かほる Фуруя Кахору, 18 февраля 1908 — 25 декабря 2022) — японская долгожительница, возраст которой подтверждён Исследовательской группой геронтологии (GRG) и Групой LongeviQuest (LQ). Она прожила 114 лет 310 дней. На момент смерти она являлась 6-м старейшим живущим человеком в мире и 70-м старейшим человеком в мировой истории.

## Биография
Кахору Фуруя родилась 18 февраля 1908 года в Японии.
У Кахору было четверо детей (3 девочки и 1 мальчик).
В возрасте 100 лет она ещё собственноручно занималась выращиванием овощей. Она жила в собственном доме, и лишь в 108 лет переехала в дом для престарелых.
В 2011 году, в возрасте 103 года, Кахору перенесла болезнь сердца и операцию по имплантации кардиостимулятора. Затем она перенесла первую операцию по замене батареи в 2015 году и вторую операцию по замене батареи в марте 2021 года в возрасте 113 лет.
По состоянию на 2021 год она часто сидела в инвалидной коляске, но все же могла немного стоять и ходить.
20 декабря 2021 года возраст Кахору Фуруи был подтверждён Кенго Хираи, Ю Ли, Юми Ямамото и MHLW (Япония) и подтверждён GRG.
Кахору Фуруя жила в городе Идзунокуни, Сидзуока, Япония.
Кахору Фуруя умерла 25 декабря 2022 года в возрасте 114 лет 310 дней.

## Рекорды долгожителя
- 19 августа 2022 года стала 6-м старейшим человеком среди ныне живущих людей.
- 30 августа 2022 года Кахору Фуруя вошла в число 100 старейших верифицированных людей в мировой истории.